# Амел сир л’Етан
Амел сир л'Етан (фр. Amel-sur-l'Etang) насеље је и општина у североисточној Француској у региону Лорена, у департману Меза која припада префектури Верден.
По подацима из 2011. године у општини је живело 175 становника, а густина насељености је износила 11,87 становника/km². Општина се простире на површини од 14,74 km². Налази се на средњој надморској висини од 252 метара (максималној 256 m, а минималној 205 m).

## Демографија
| 1962. | 1968. | 1975. | 1982. | 1990. | 1999. | 2011. |
| ----- | ----- | ----- | ----- | ----- | ----- | ----- |
| 299   | 227   | 192   | 168   | 132   | 150   | 175   |

График промене броја становника у току последњих година